# إميل غرافيل
إميل غرافيل (بالفرنسية: Émile Gravelle)‏ هو رسام فرنسي، ولد في نوفمبر 1855 في دواي في فرنسا، وتوفي في 1920.